# Cratere Hsueh T'ao
Hsueh T'ao  è un cratere sulla superficie di Venere. Deve il suo nome a Xue Tao (薛濤T, 薛涛S), poetessa cinese della dinastia Tang.